# John William Draper

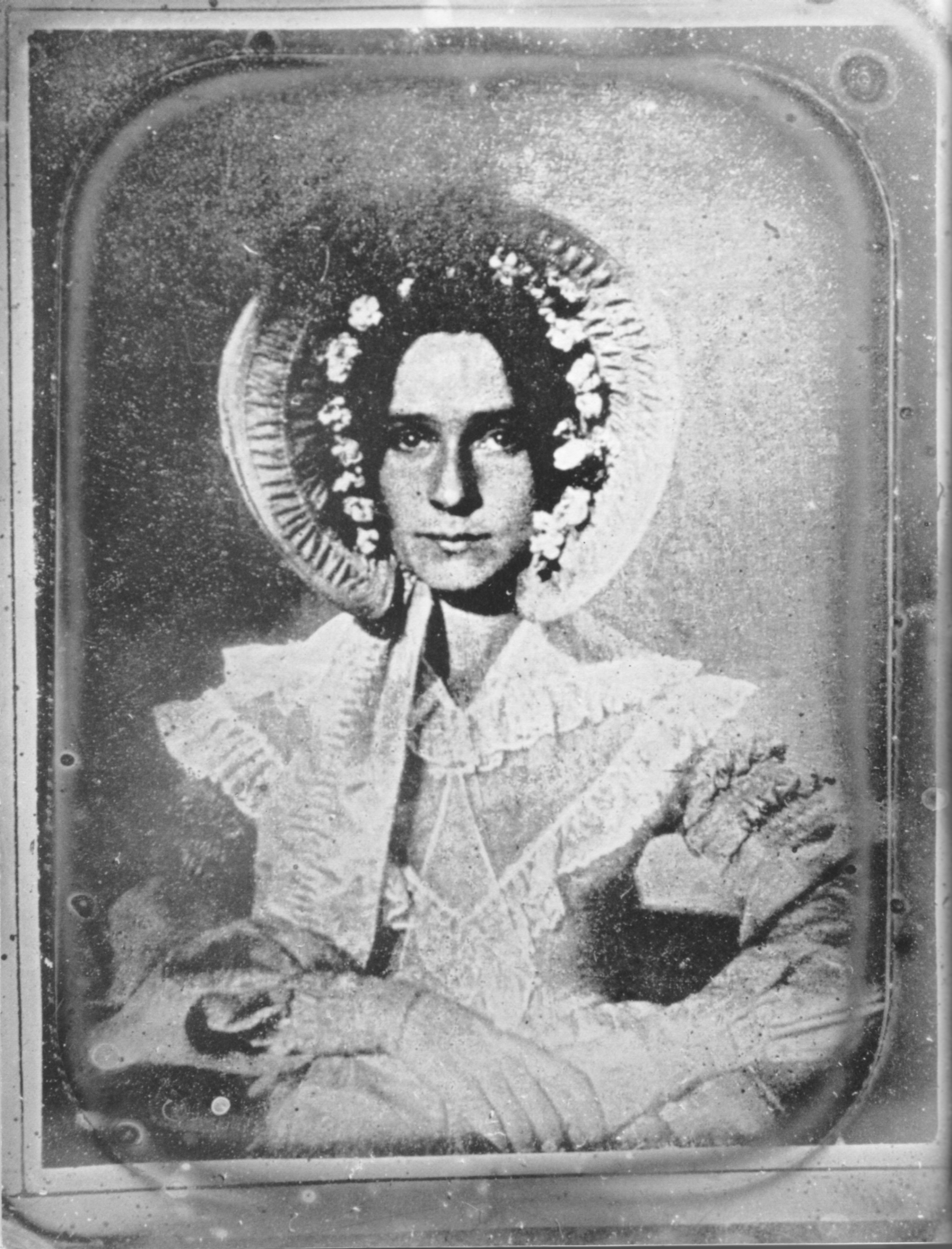
John William Draper: daguerrotypie jeho sestry Dorothy Catherine Draperové (červen 1840); jedna z nejstarších portrétních fotografií ženy na světě

John William Draper (5. května 1811 – 4. ledna 1882) byl americký (narozený v Anglii) vědec, filosof, lékař, lékárník, historik a fotograf.

## Mládí
Narodil se 5. května 1811 v St Helens – Merseyside v Anglii metodistickému duchovnímu Johnu Christopheru Draperovi a Sarah (Ripley) Draperové a byl pokřtěn dne 23. června. Měl tři sestry, Dorothy Catherine (6. srpna 1807–10. prosince 1901),, Elizabethu Johnson a Sarah Ripley. Jeho otec se spolu s rodinou často stěhoval kvůli službě po celé Anglii. John William absolvoval domácí vzdělání doma až do roku 1822, kdy vstoupil do školy Woodhouse Grove.

## Dílo
Učinil důležité objevy ve fotochemii. Je mu připisována první astrofotografie – vyfotografoval Měsíc již v roce 1840. O tři roky později nasnímal první spektrogram Slunce.
Na konci roku 1839, krátce poté co Louis Daguerre oznámil objev způsobu zachycení obrazu na měděnou postříbřenou desku, se J. W. Draper – výrobce vlastní originální konstrukce fotoaparátu a učitel chemie na New York University (později prezident Americké Chemické společnosti) – rozhodl podniknout řadu pokusů jak napodobit Daguerra. V červnu 1840 byl schopen pořídit jasnou daguerrotypii své sestry Dorothy Draperové, čímž se stala jednou z nejstarších portrétních fotografií ženy na světě. Tato fotografie byla pořízena na střeše hlavní budovy New York University, v podmračený den, s 65vteřinovou expozicí. Aby byl obraz jasnější, Dorothy měla svou tvář pokrytou vrstvou mouky.

## Děti
- John Christopher Draper, 1835–1885
- Henry Draper, 1837–1882. V roce 1872 Henry Draper pořídil první spektrum fixní hvězdy – souhvězdí Vega. V roce 1880 stal prvním člověkem, který nafotografoval mlhovinu v Orionu, což byl první astrosnímek z hlubokého vesmíru.
- Virginia Draper Maury, 1839–1885
- Daniel Draper, 1841–1931
- William Draper, 1845–1853
- Antonia Draper Dixon, 1849–1923

## Smrt

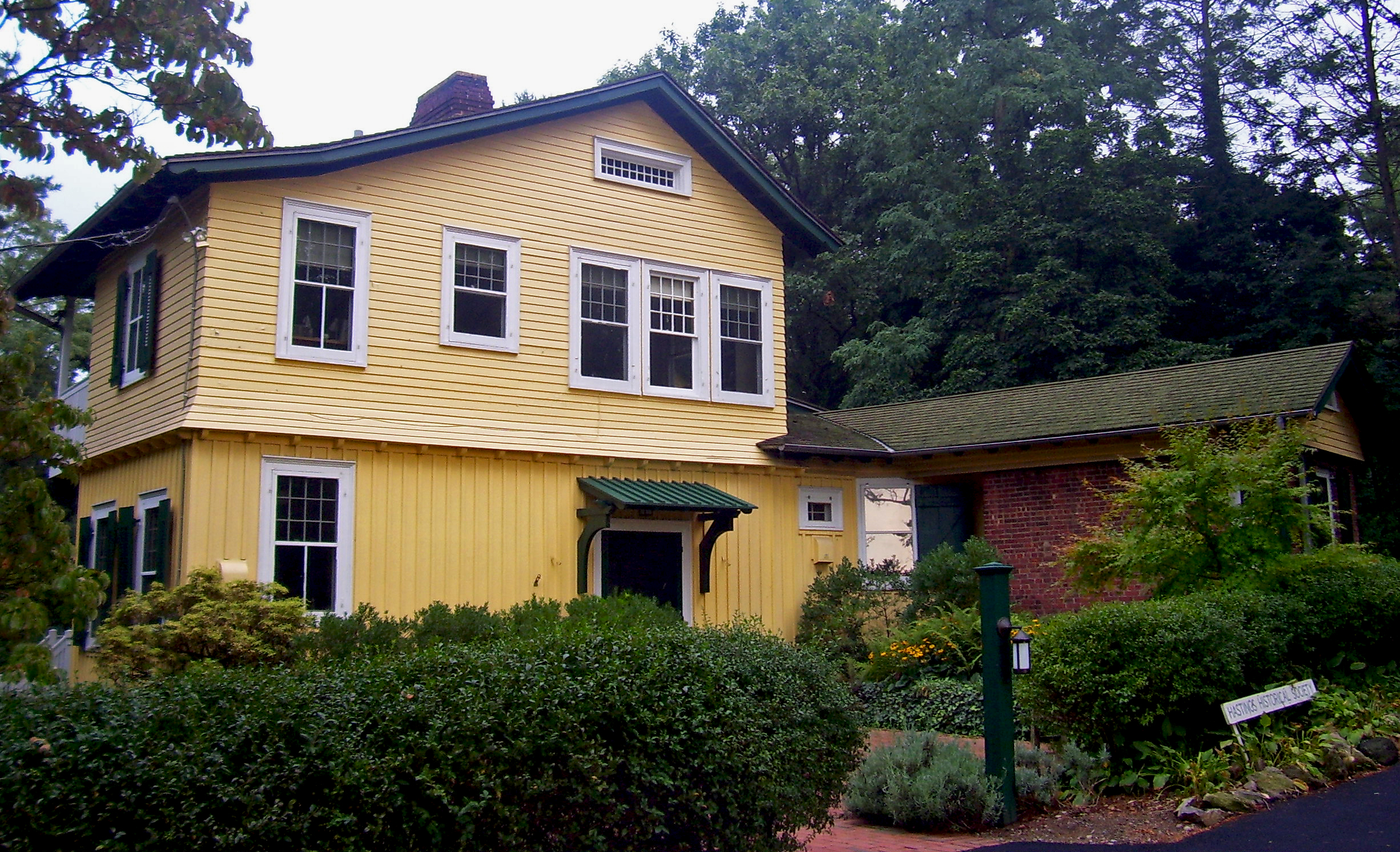
Draperův dům

Zemřel 4. ledna 1882 ve svém domě v Hastings-on-Hudson v New Yorku ve věku 70 let. Pohřeb se konal v kostele St Mark's Church in-the-Bowery v New Yorku a pohřben byl na hřbitově Green-Wood v Brooklynu.

### Draperovy publikace
- Elements of Chemistry, Including the Most Recent Discoveries and Applications of the Science to Medicine and Pharmacy, and to the Arts. by Robert Kane and John William Draper. New York: Harper and Brothers, 1842.
- History of the American Civil War. New York: Harper & Brothers, 1867–1870.
- History of the Conflict Between Religion and Science. New York: D. Appleton, 1874.
- History of the Intellectual Development of Europe. New York: Harper & Brothers, 1864., 1900 edition, v. 1, v. 2
- Human Physiology, Statistical and Dynamical; or, the Conditions and Course of the Life of Man. New York: Harper & Brothers, 1856.
- Life of Franklin, Edited by Ronald S. Wilkinson. Washington, D. C.: Library of Congress: U.S. Government Printing Office, 1977.
- Science in America: Inaugural address of Dr. John W. Draper, as president of the American Chemical Society New York: J. F. Trow & Son, Printers, 1876.
- Scientific Memoirs; Being Experimental Contributions to a Knowledge of Radiant Energy. New York: Harper & Brothers, 1878.
- Text-Book on Chemistry. For the Use of Schools and Colleges. New York: Harper & Brothers, 1851., 1861 edition
- Text-Book on Natural Philosophy. New York: Harper & Brothers, 1847.
- Thoughts on the Future Civil Policy of America. 3rd ed. New York: Harper & Brothers, 1867.
- Treatise on the Forces Which Produce the Organization of Plants. With an Appendix Containing Several Memoirs on Capillary Attraction, Electricity, and the Chemical Action of Light. New York: Harper & Brothers, 1844.